# Graeme Gibson
Graeme Gibson (ur. 9 sierpnia 1934 w London, zm. 18 września 2019) – kanadyjski pisarz, dziennikarz telewizyjny i radiowy oraz działacz kulturalny.
Wiele podróżował i mieszkał w takich krajach jak Australia, Anglia, Francja, Meksyk, Niemcy, Szkocja i USA. Mieszkał w Toronto razem z pisarką Margaret Atwood. Jest autorem wielu powieści, między innymi Perpetuum mobile (ang. Perpetual Motion). Jest laureatem wielu nagród literackich i odznaczeń, między był członkiem Orderu Kanady w 1992 w 2002 otrzymał Medal Złotego Jubileuszu Królowej Elżbiety II, a w 2012 Medal Diamentowego Jubileuszu Królowej Elżbiety II

## Publikacje
- 1969 Five Legs/Communion
- 1971 Communion
- 1973 Eleven Canadian Novelists
- 1982 Perpetual Motion (pol. Perpetuum mobile)
- 1993 Gentleman Death